# Specie di Brachyglottis
Elenco delle 31 specie di  Brachyglottis:
- Brachyglottis adamsii (Cheeseman) B.Nord.
- Brachyglottis arborescens  W.R.B.Oliv.

Brachyglottis adamsii
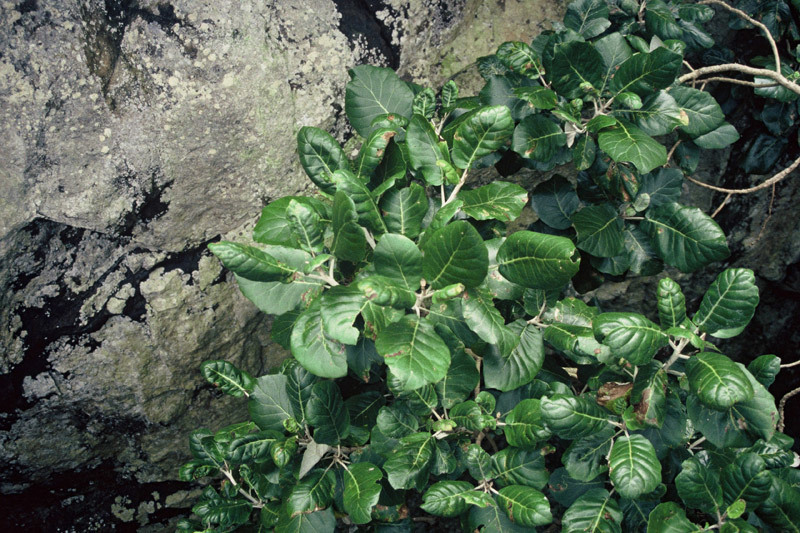
Brachyglottis arborescens

- Brachyglottis bellidioides (Hook.f.) B.Nord.
- Brachyglottis bidwillii (Hook.f.) B.Nord.
- Brachyglottis bifistulosa (Hook.f.) B.Nord.
- Brachyglottis buchananii (J.B.Armstr.) B.Nord.

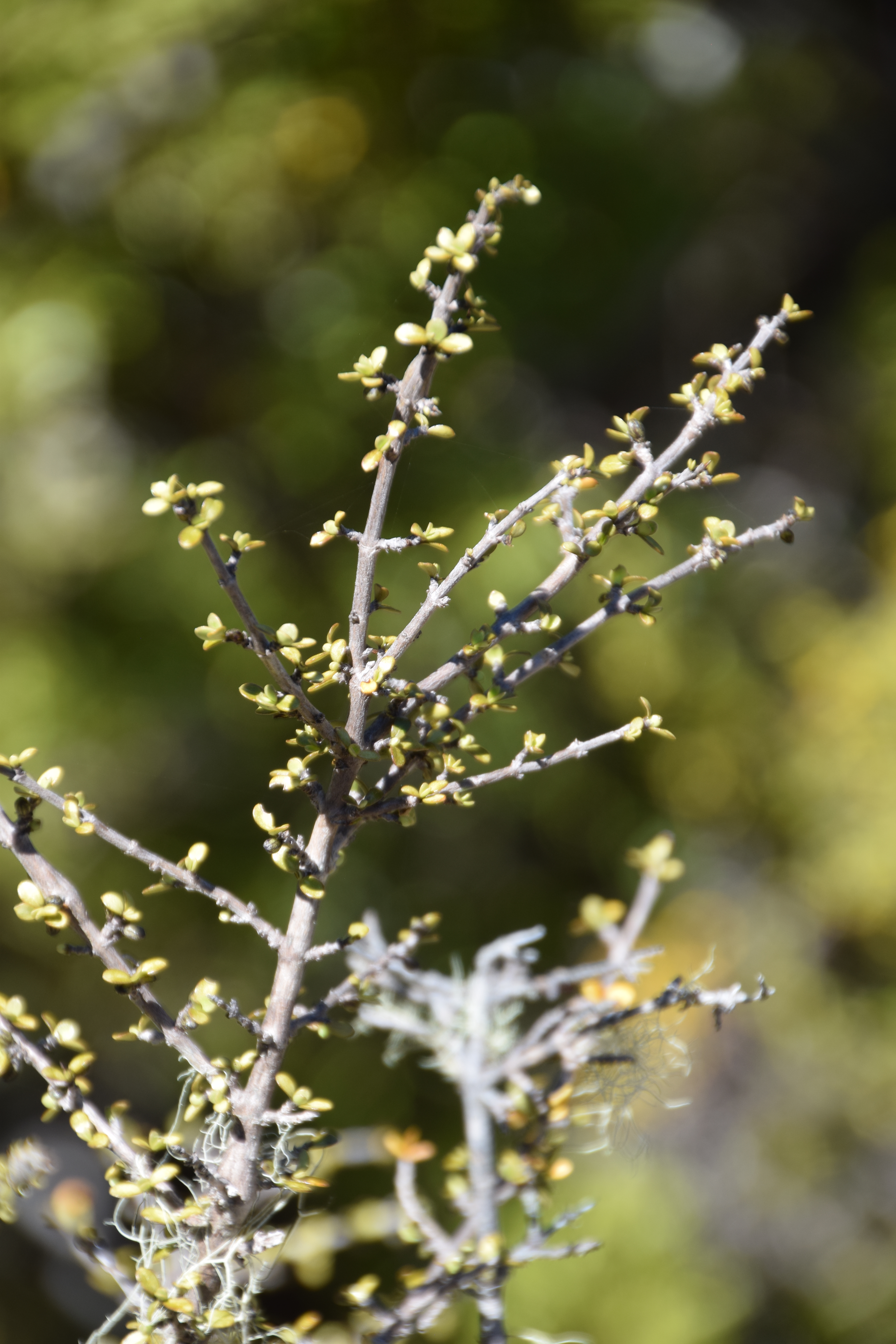
Brachyglottis bellidioides
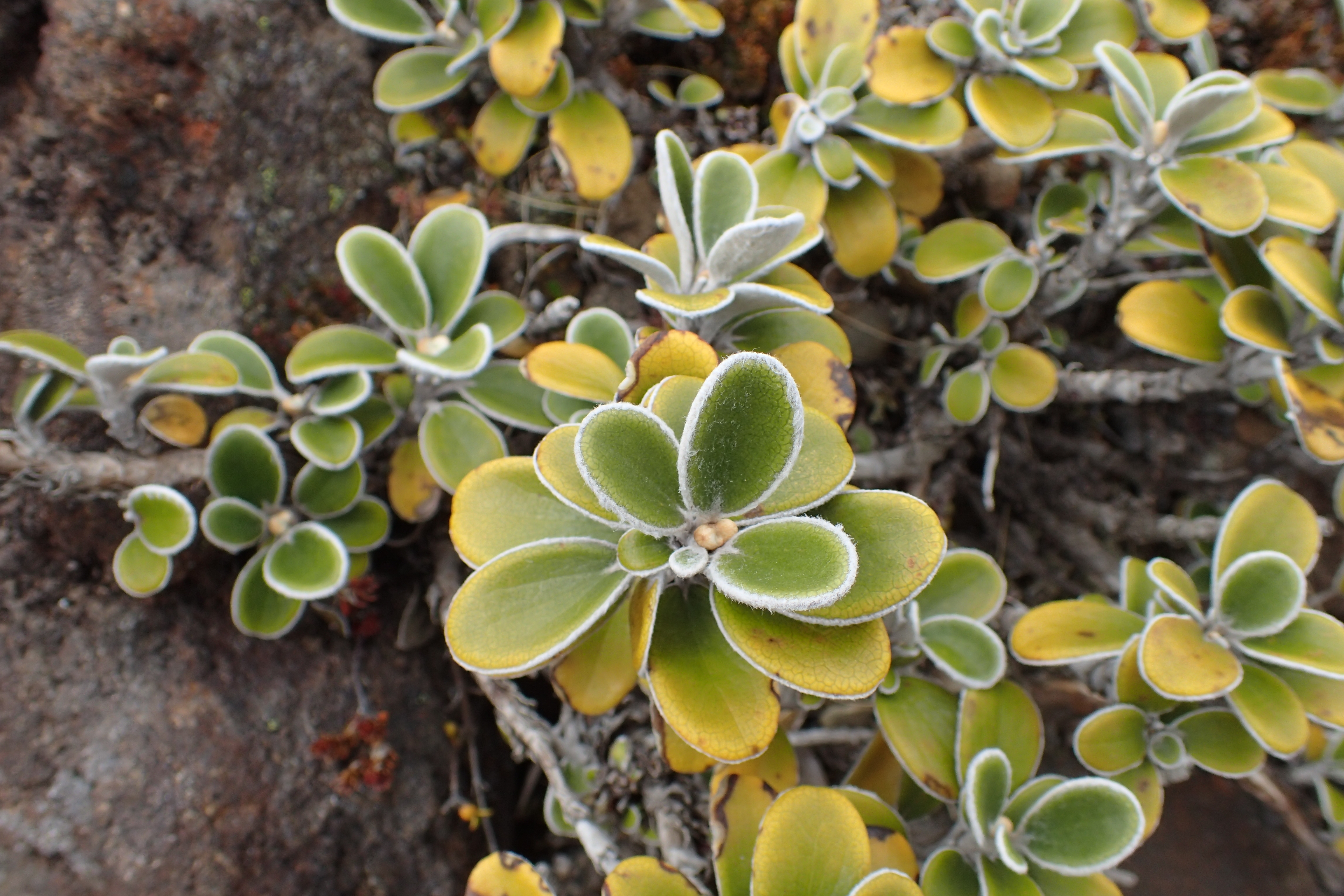
Brachyglottis bidwillii
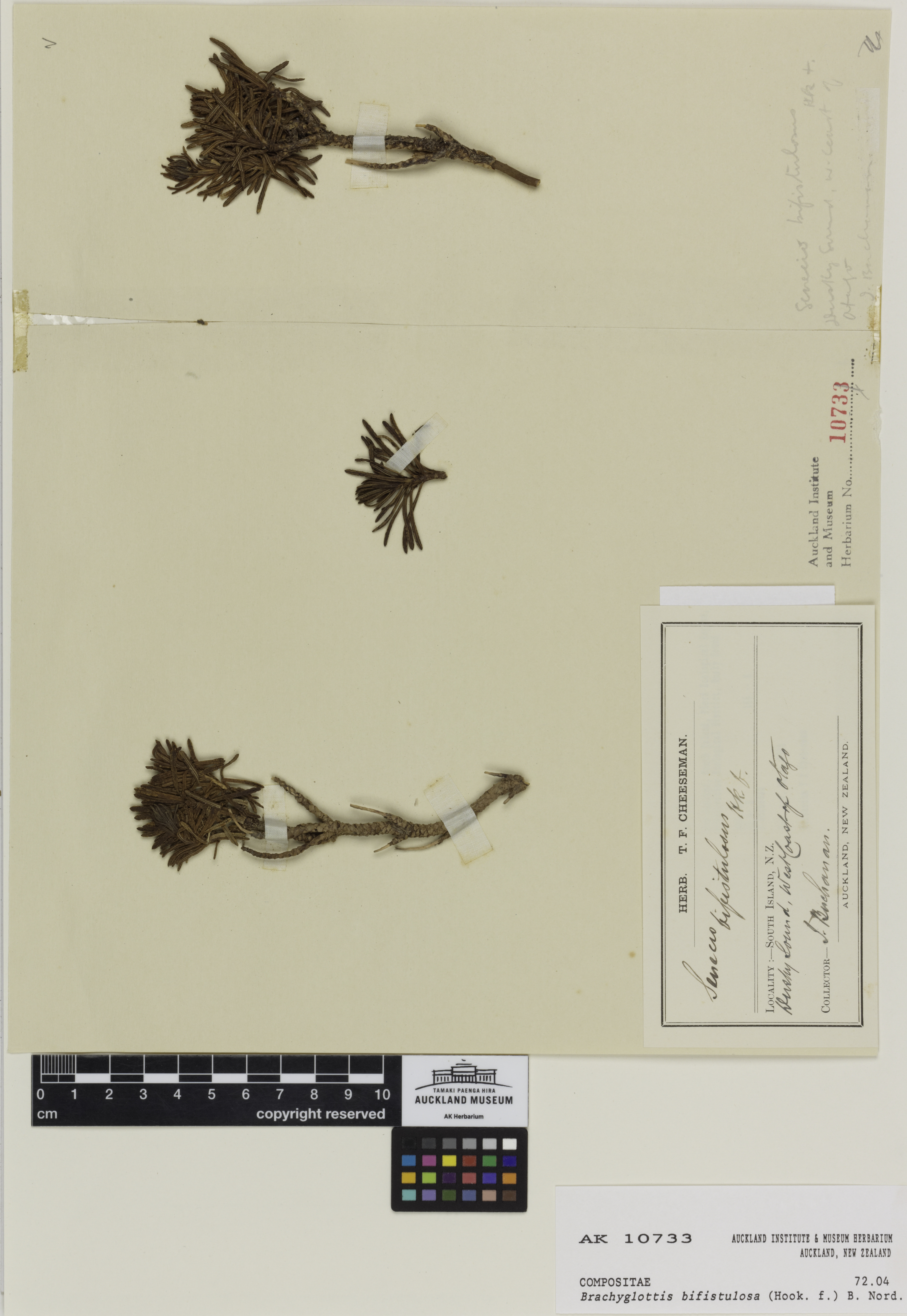
Brachyglottis bifistulosa
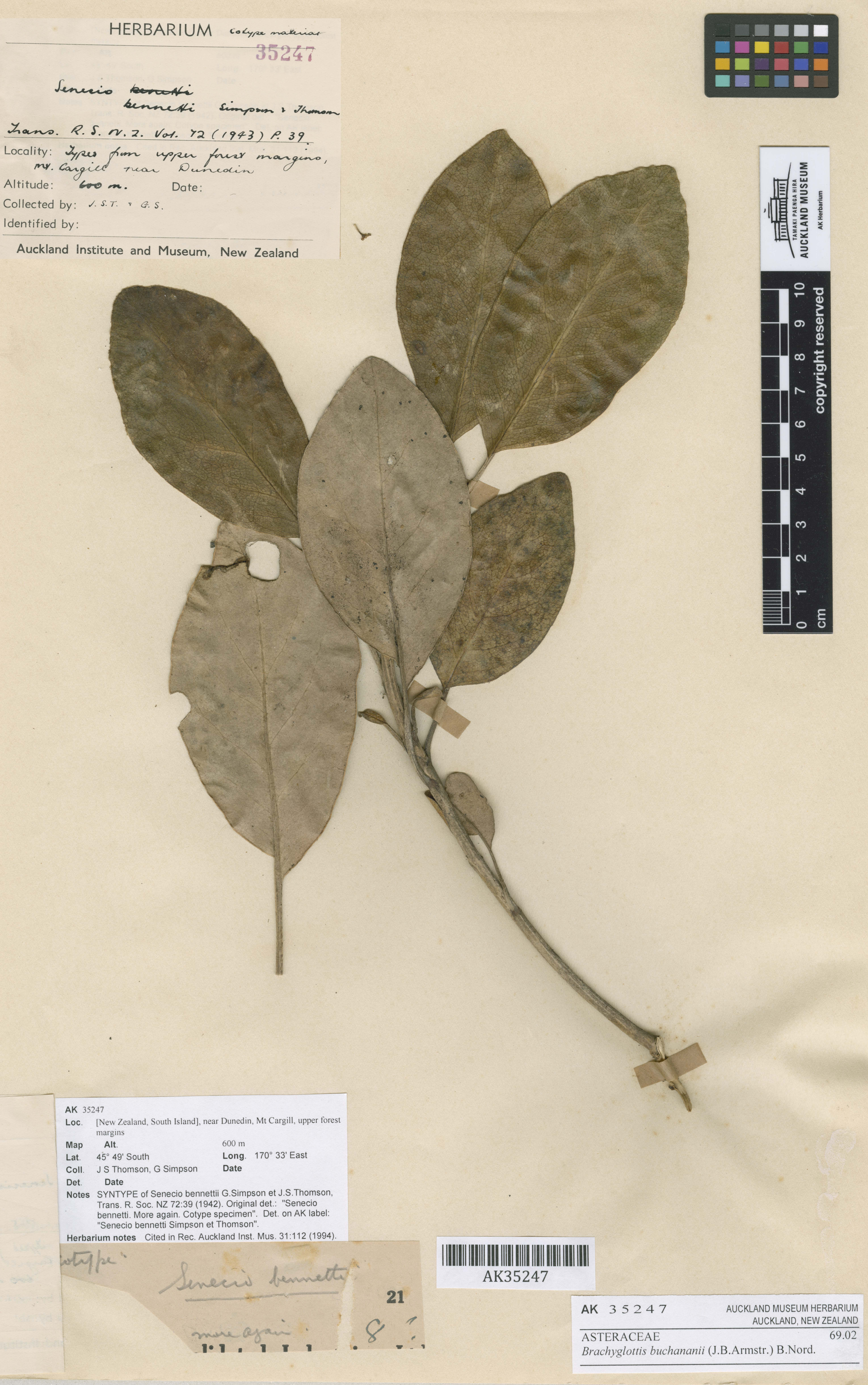
Brachyglottis_buchananii

- Brachyglottis caledoniae (Biehler) DC.
- Brachyglottis cassinioides (Hook.f.) B.Nord.
- Brachyglottis cockaynei (G.Simpson & J.S.Thomson) B.Nord.
- Brachyglottis compacta (Kirk) B.Nord.

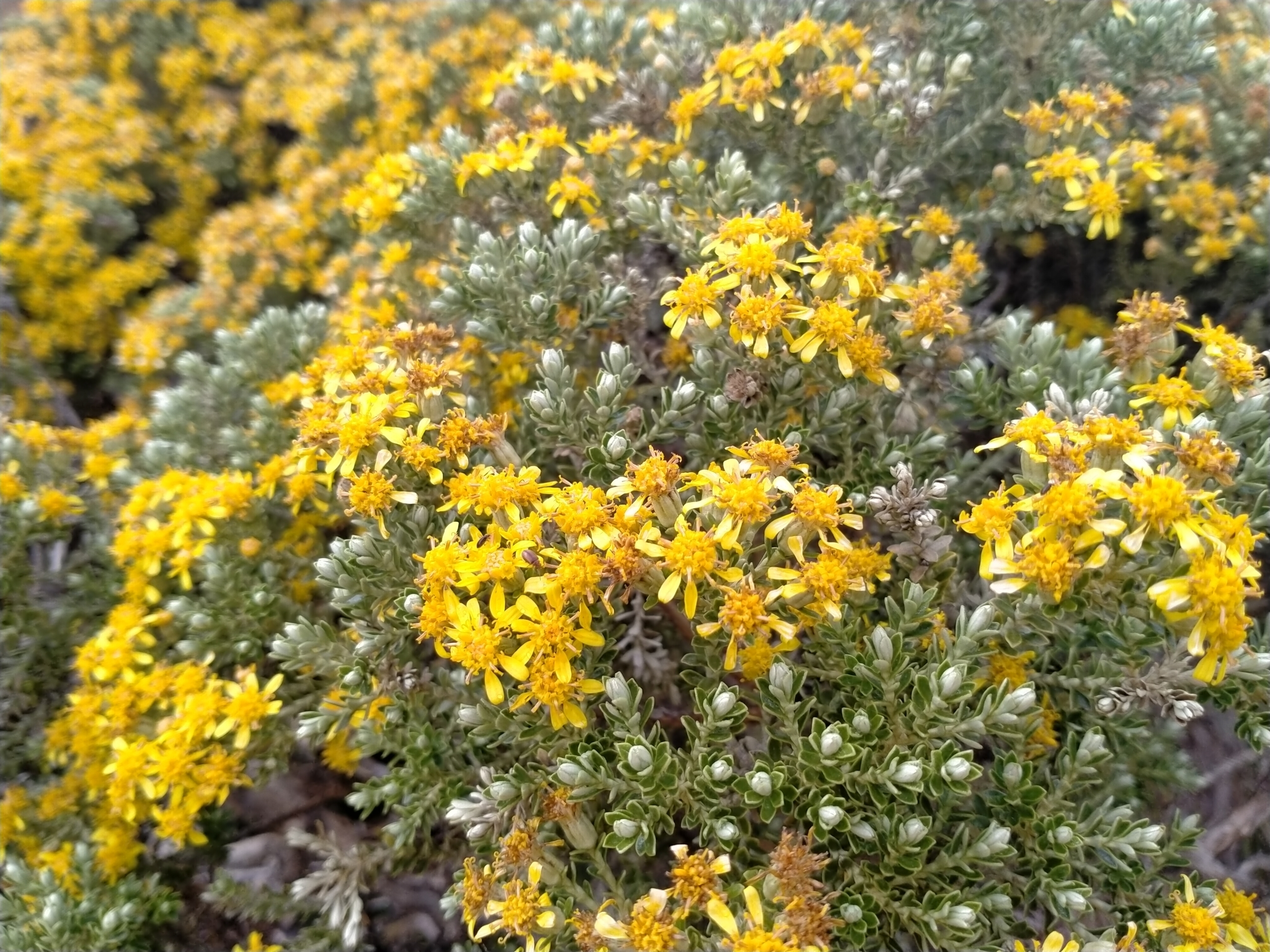
Brachyglottis cassinioides
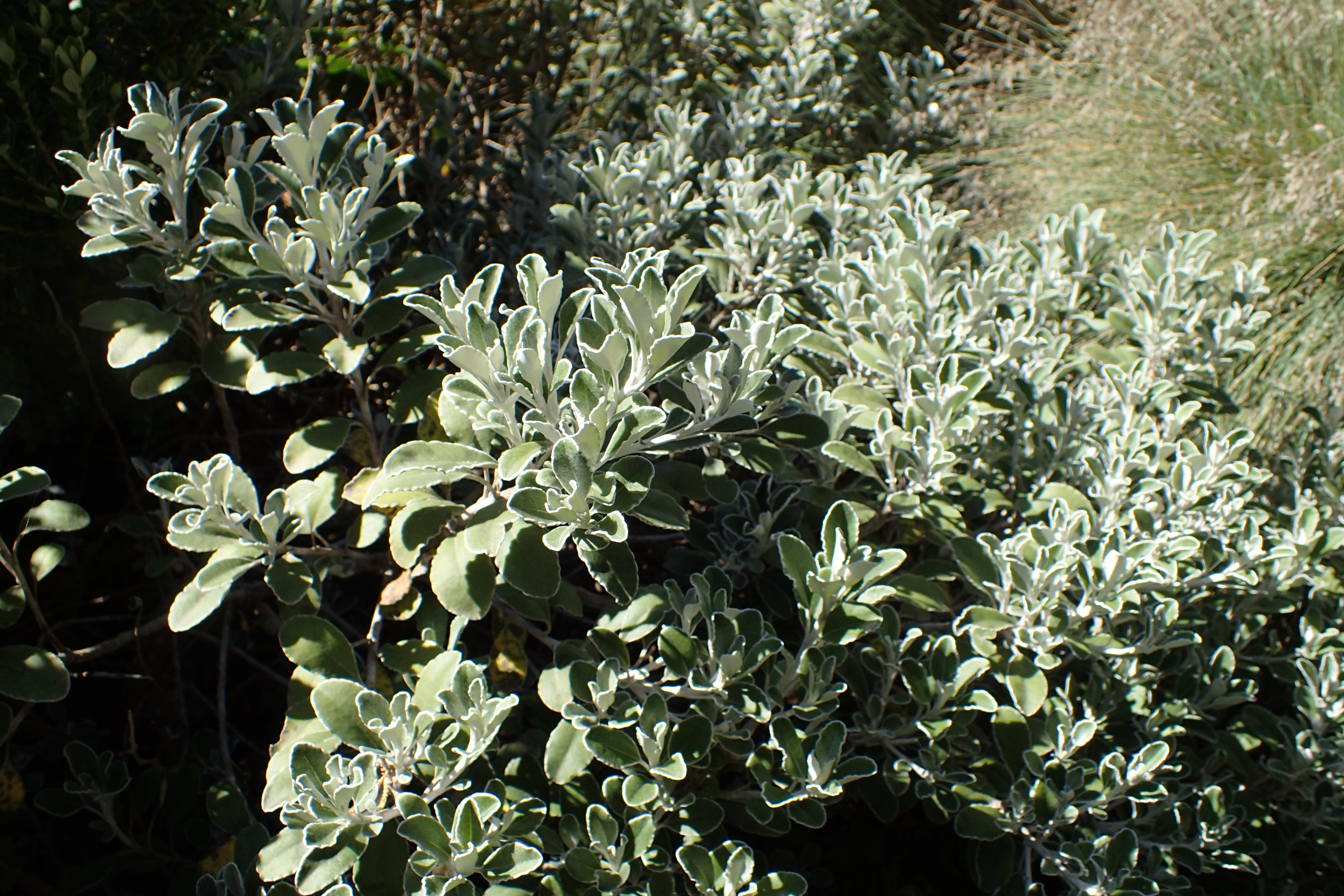
Brachyglottis compacta

- Brachyglottis elaeagnifolia (Hook.f.) B.Nord.

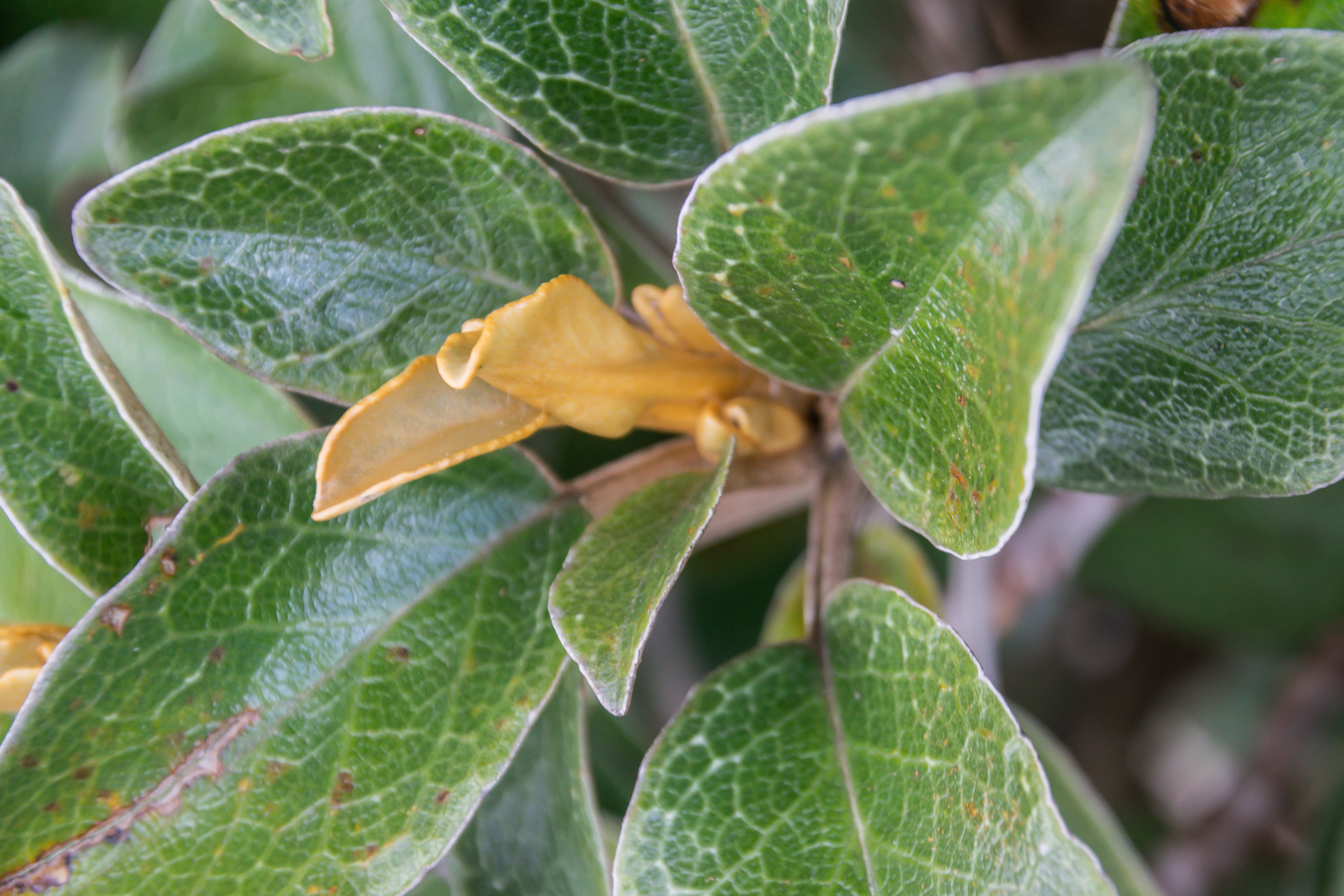
Brachyglottis elaeagnifolia

- Brachyglottis forsteri  DC.
- Brachyglottis greyi (Hook.f.) B.Nord.

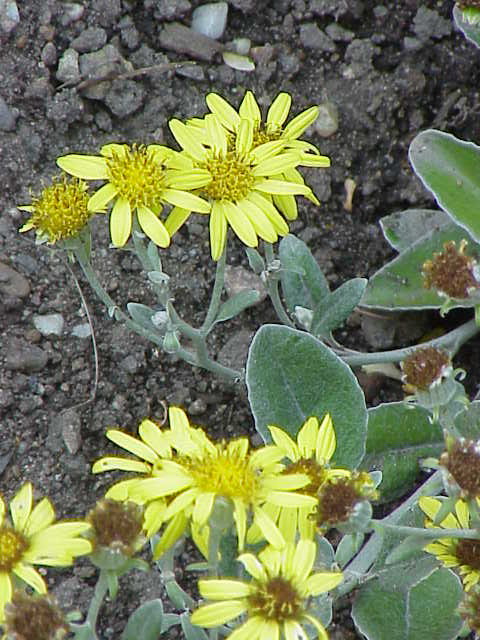
Brachyglottis greyi

- Brachyglottis haastii (Hook.f.) B.Nord.
- Brachyglottis hectorii (Buchanan) B.Nord.
- Brachyglottis huntii (F.Muell.) B.Nord.

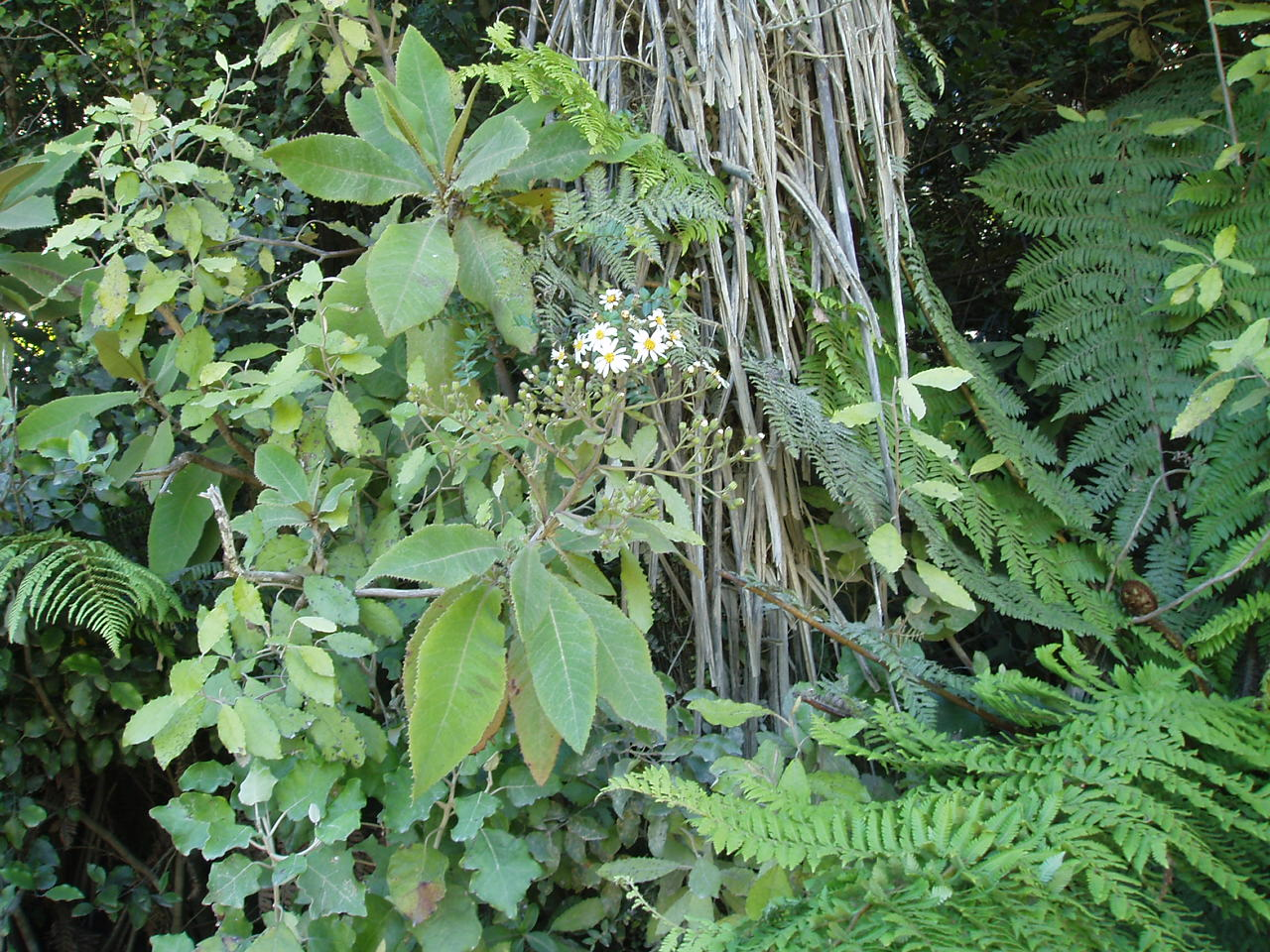
Brachyglottis hectorii
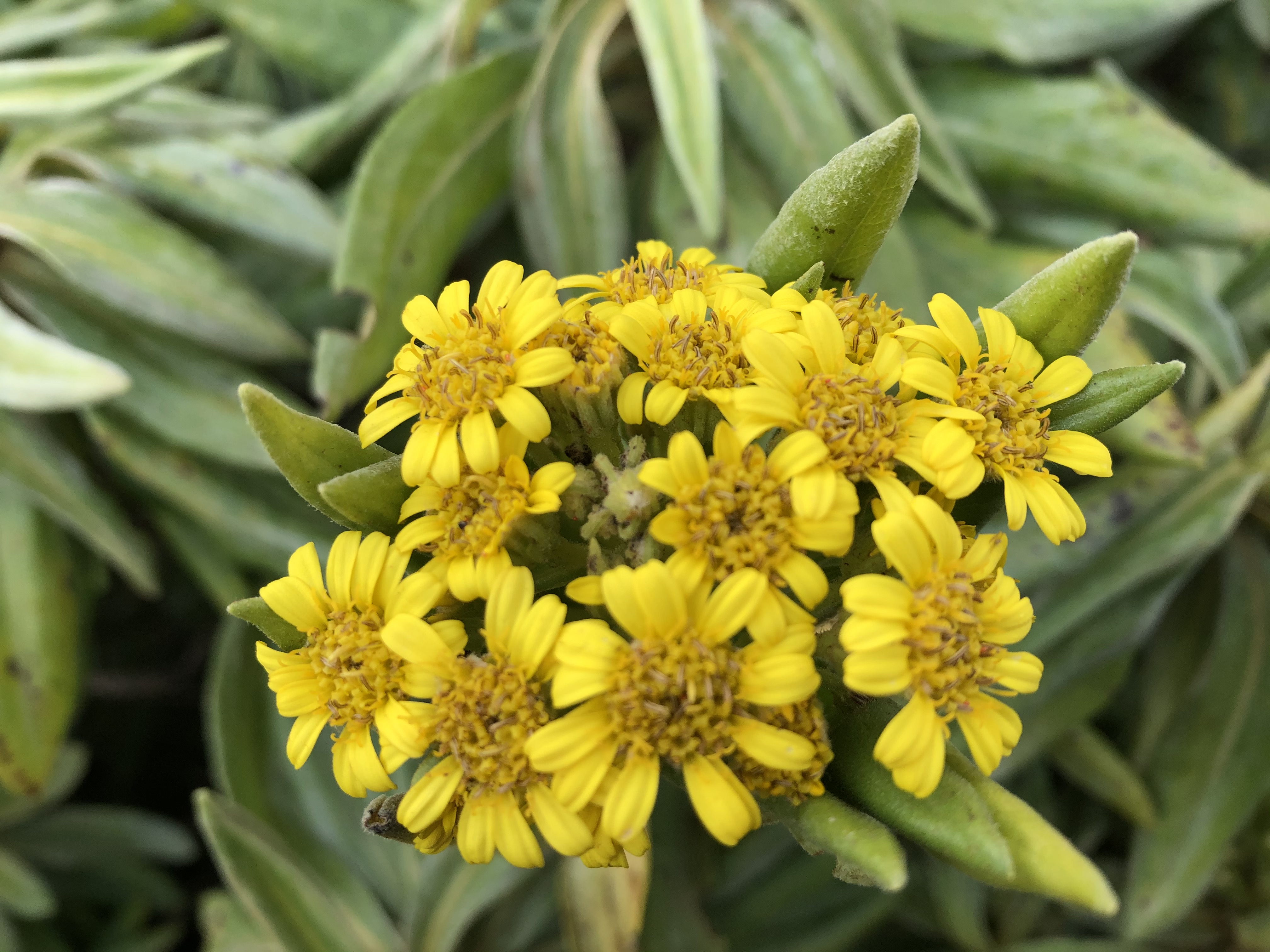
Brachyglottis huntii

- Brachyglottis lagopus (Raoul) B.Nord.
- Brachyglottis laxifolia (Buchanan) B.Nord.

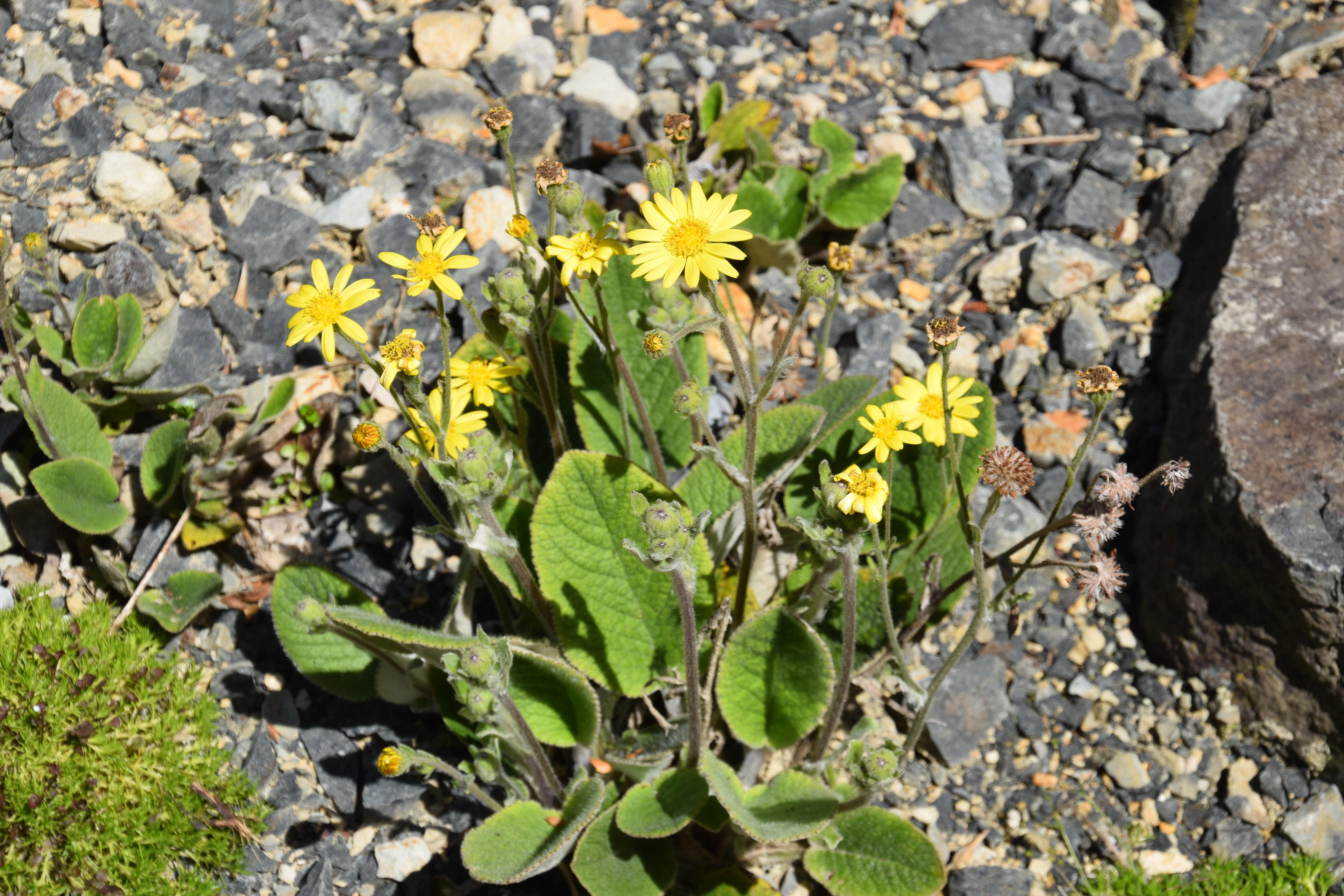
Brachyglottis lagopus
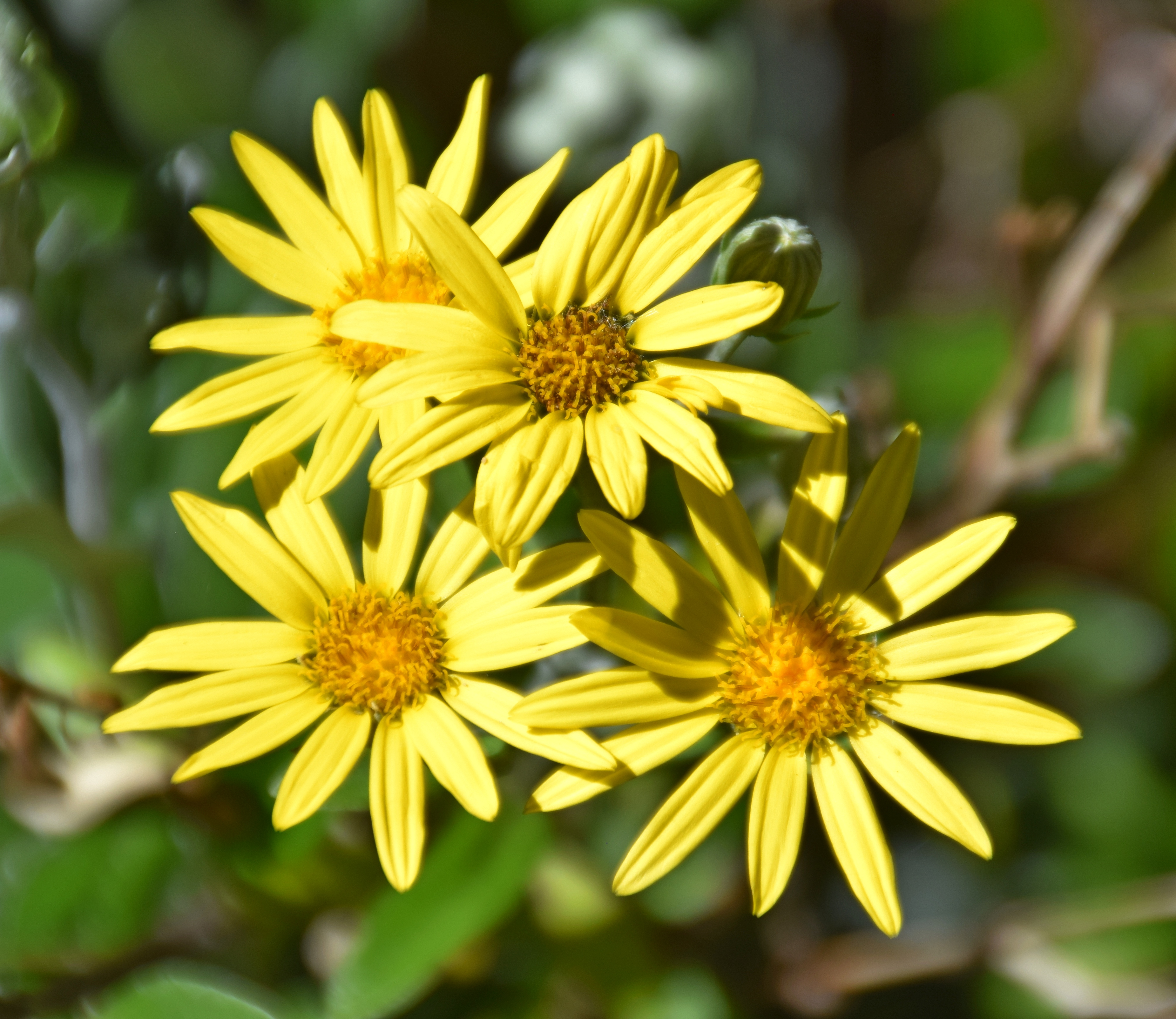
Brachyglottis laxifolia

- Brachyglottis monroi (Hook.f.) B.Nord.

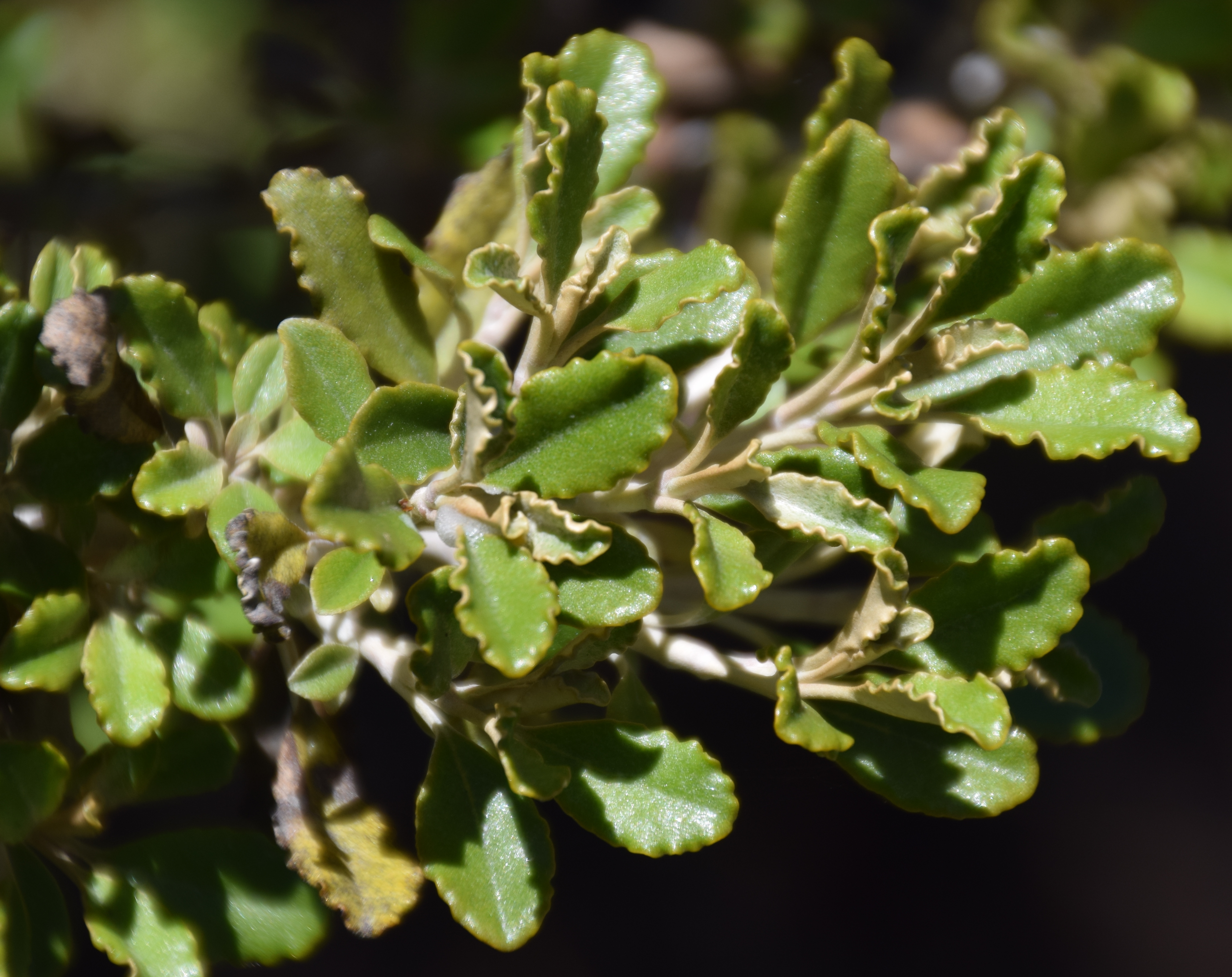
Brachyglottis monroi

- Brachyglottis myrianthos (Cheeseman) D.G.Drury
- Brachyglottis pentacopa (D.G.Drury) B.Nord.
- Brachyglottis perdicioides (Hook.f.) B.Nord.

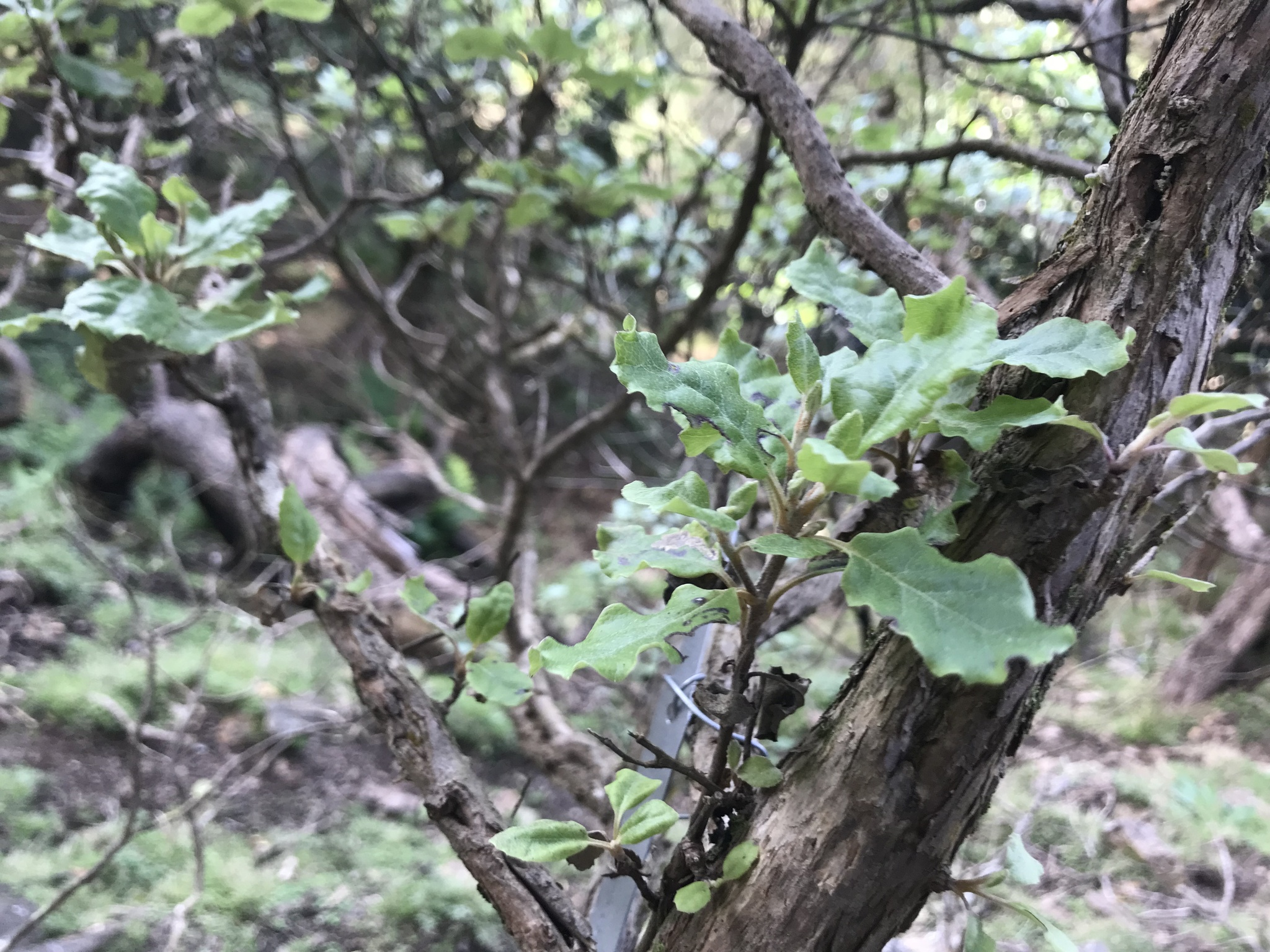
Brachyglottis pentacopa
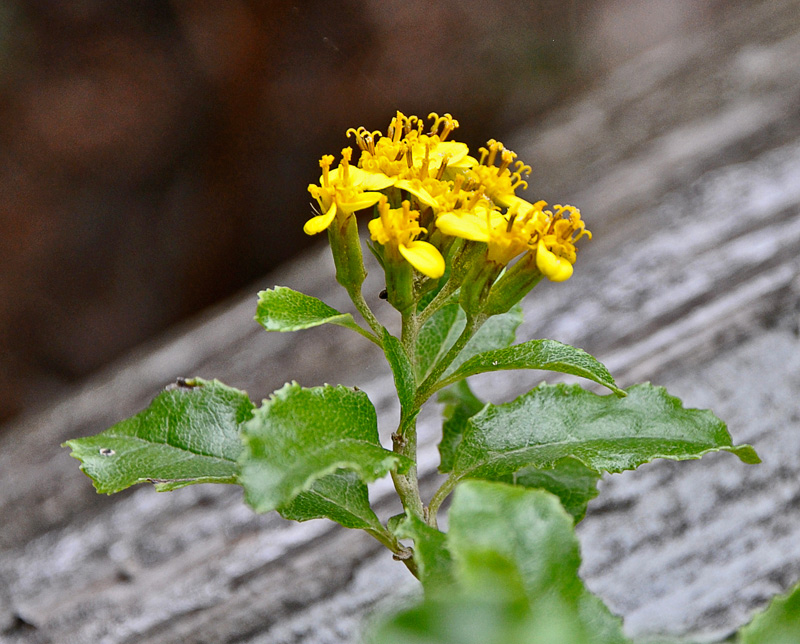
Brachyglottis perdicioides

- Brachyglottis repanda  J.R.Forst. & G.Forst.
- Brachyglottis revoluta (Kirk) B.Nord.
- Brachyglottis rotundifolia  J.R.Forst. & G.Forst.

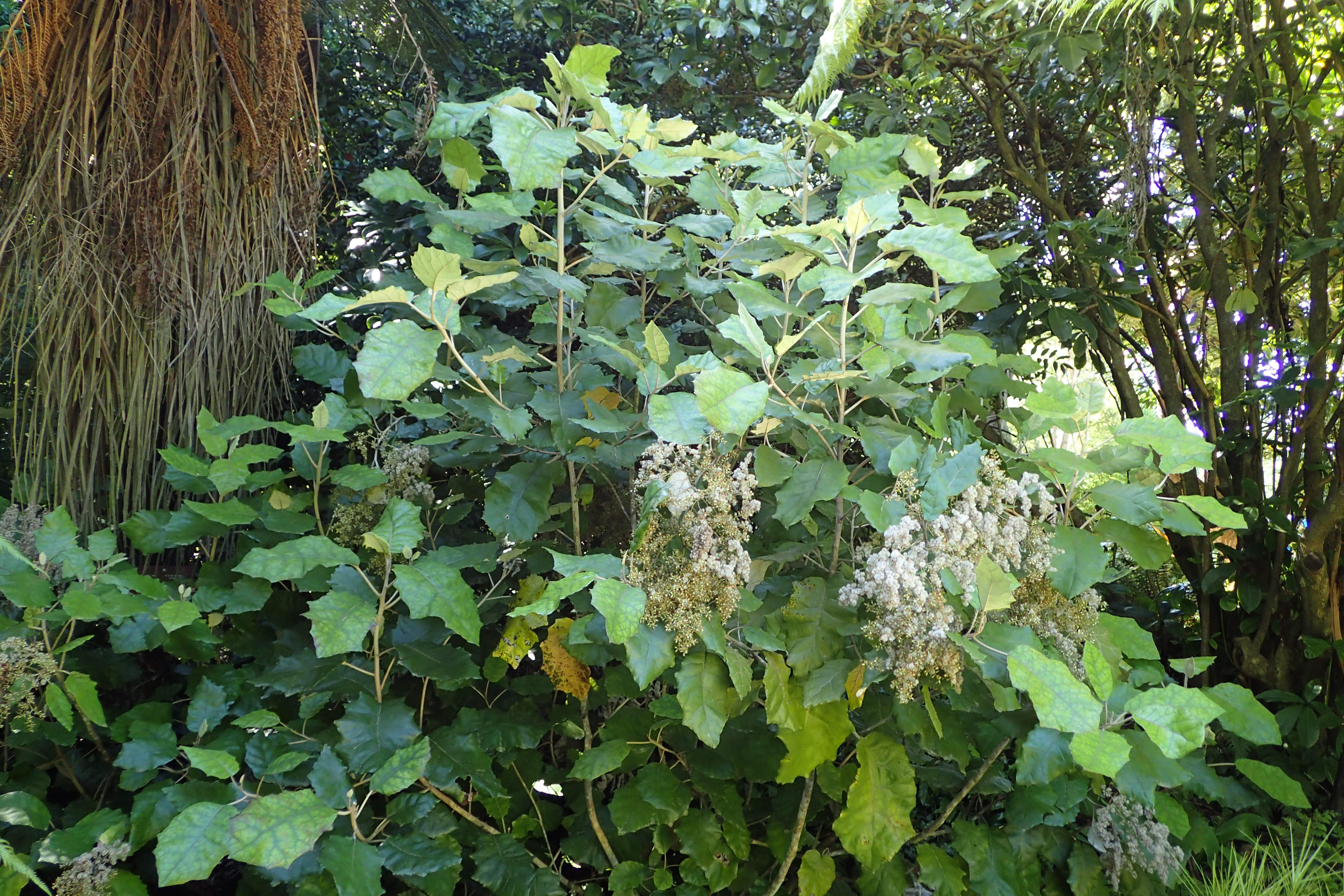
Brachyglottis repanda
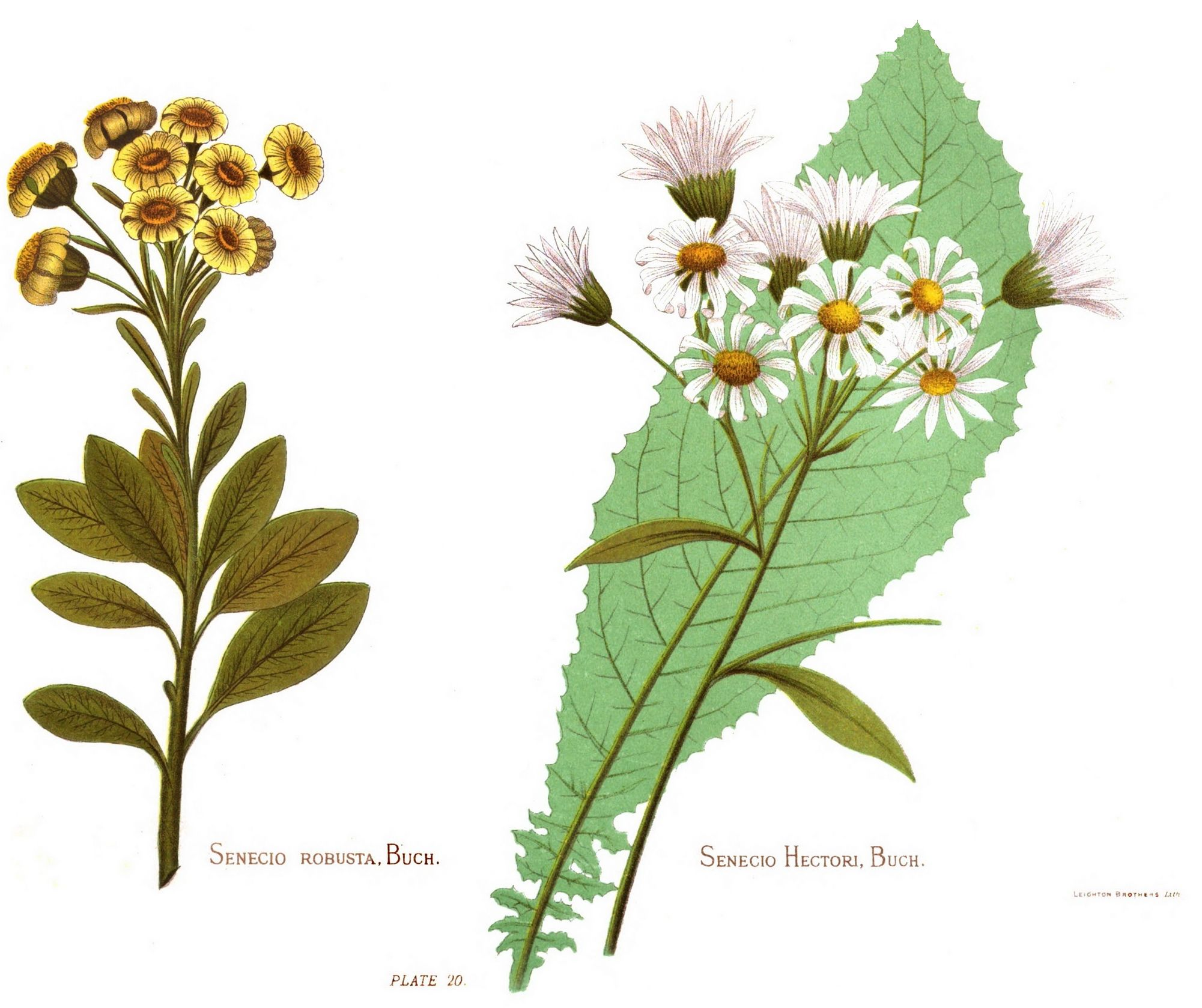
Brachyglottis revoluta
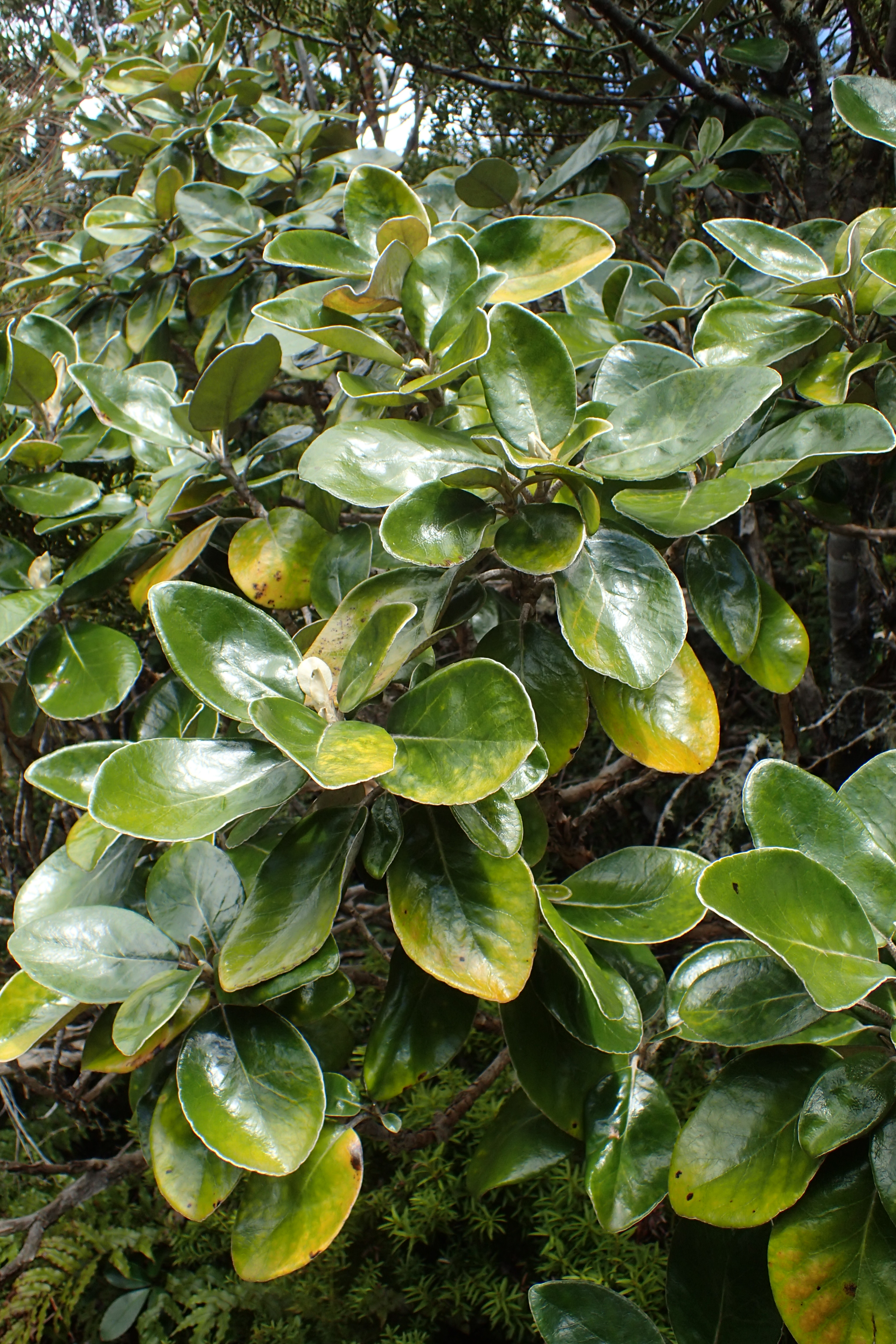
Brachyglottis rotundifolia

- Brachyglottis saxifragoides (Hook.f.) B.Nord.
- Brachyglottis sciadophila (Raoul) B.Nord.
- Brachyglottis southlandica (Cockayne) B.Nord.
- Brachyglottis stewartiae (J.B.Armstr.) B.Nord.

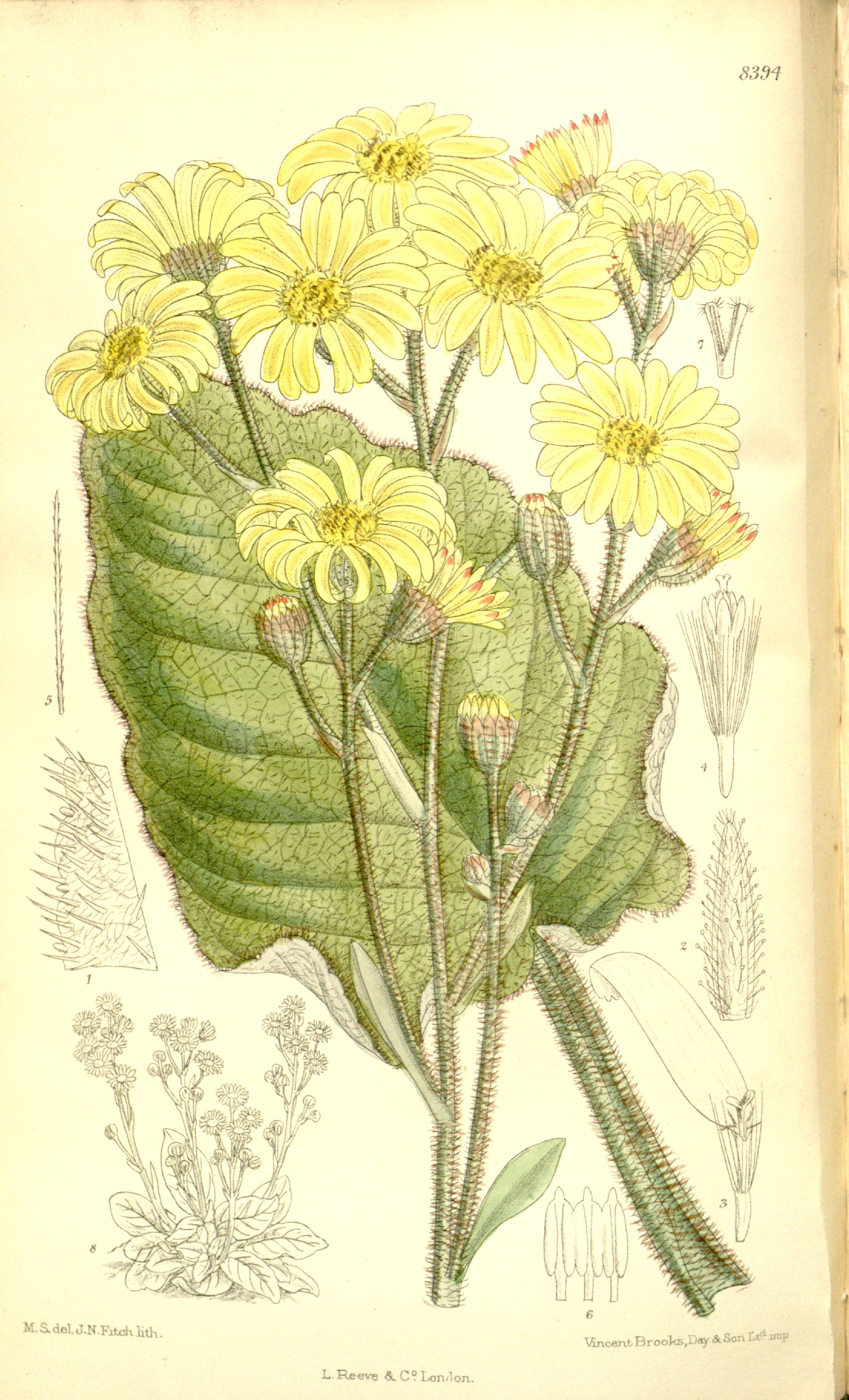
Brachyglottis saxifragoides
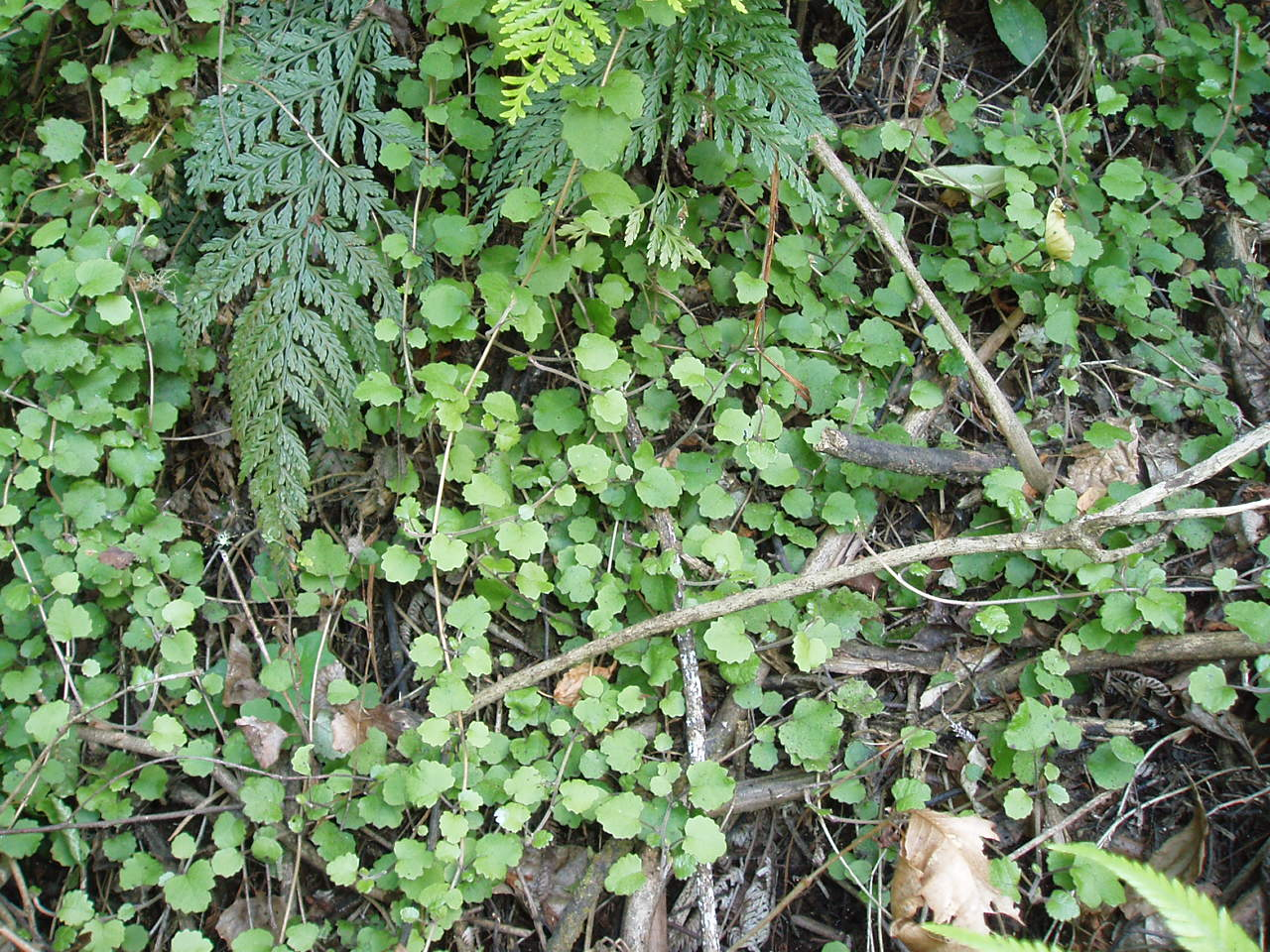
Brachyglottis sciadophila
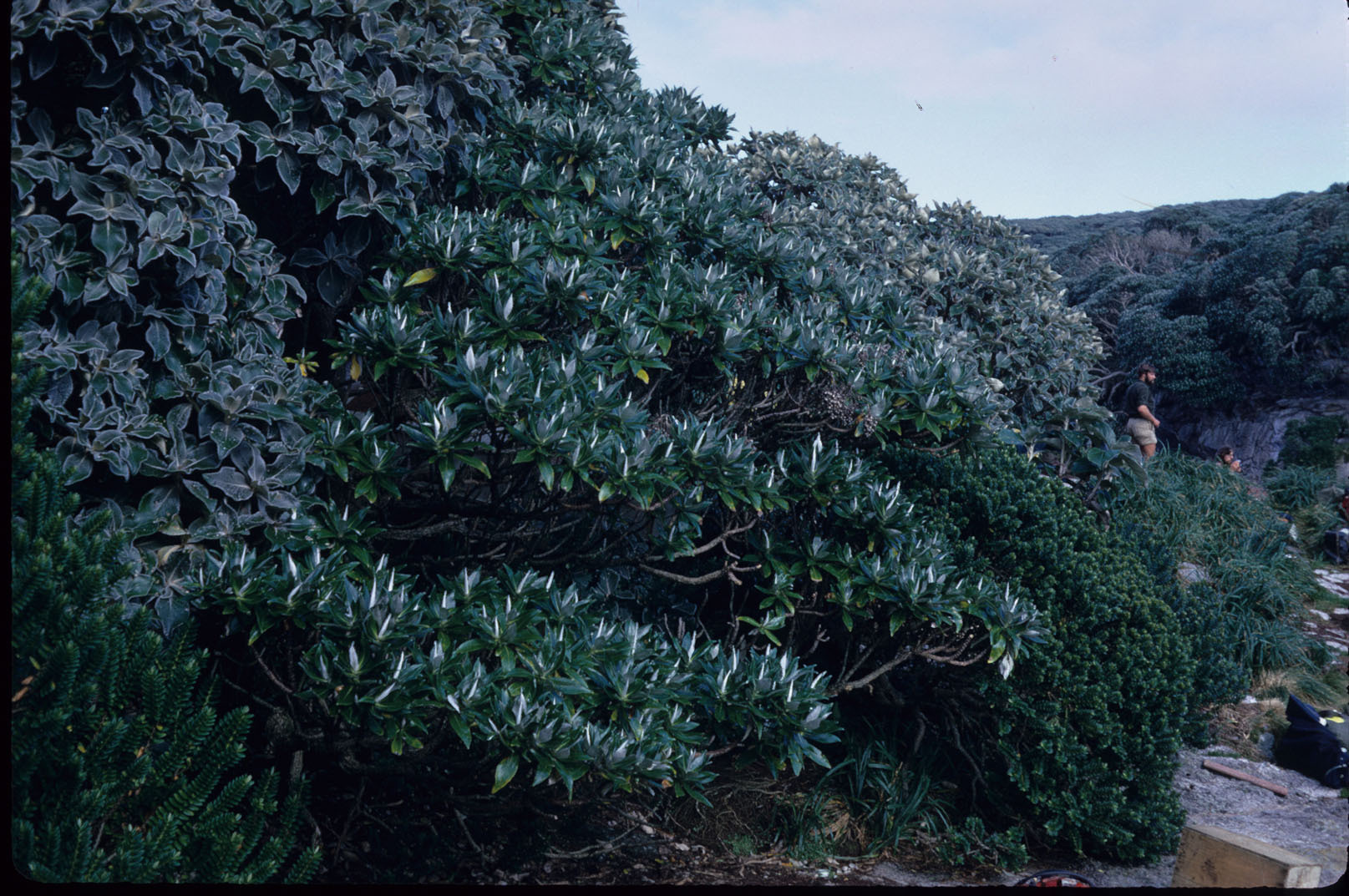
Brachyglottis stewartiae

- Brachyglottis traversii (F.Muell.) B.Nord.
- Brachyglottis turneri (Cheeseman) C.J.Webb